# Tricholabus serricornis
Tricholabus serricornis är en stekelart som först beskrevs av Cresson 1865.  Tricholabus serricornis ingår i släktet Tricholabus och familjen brokparasitsteklar. Inga underarter finns listade i Catalogue of Life.